# 大島町 (山口県)
大島町（おおしまちょう）は、山口県の屋代島（周防大島）にかつてあった町。大島郡に所属していた。面積は47.29平方キロメートル、人口は7,373人だった。
2004年10月1日に久賀町、橘町、東和町と合併し、周防大島町となり消滅した。

## 地理
山口県東部の屋代島（周防大島）の西部に位置している。本州とは大畠瀬戸を挟んで対峙しており、現在は1976年7月に開通した大島大橋により対岸の大畠町と繋がっている。気候は概ね温暖で、急傾斜地が多く柑橘栽培の適地であり、良質のみかんが生産されている。

## 歴史
- 1952年（昭和27年）9月15日 - 小松町・屋代村が合併して大島町が発足。
- 1955年（昭和30年）1月15日 - 蒲野村・沖浦村と合併し、改めて大島町が発足。
- 1956年（昭和31年）4月5日 - 蒲野村大字椋野が久賀町へ編入。
- 1956年（昭和31年）4月10日 - 沖浦村大字秋の一部が橘町へ編入。
- 1971年（昭和46年）9月9日 - 岩国基地所属A-4スカイホークが町内へ墜落[1]。
- 2004年（平成16年）10月1日 - 久賀町・橘町・東和町と合併して周防大島町が発足。同日大島町廃止。

## 地域

### 教育
- 大島商船高等専門学校
- 山口県立田布施農業高等学校大島分校

## 交通

### 道路

#### 国道
- 国道437号

#### 橋梁
- 大島大橋

### バス
- 大島線 (中国ジェイアールバス)

### 船舶
1976年まで、国鉄大島連絡船が運行されていた。

## 出身者
- 受田新吉（元民社党衆議院議員）